# Ecberto
Ecberto I di Sassonia (756 – 811) grande comandante militare in Sassonia, nominato da Carlo Magno dux dei Sassoni, con il compito di governare il territorio tra il Reno e Weser. È considerato il fondatore della nobile famiglia degli Ecbertini.

## Biografia
Si sposò con Ida di Herzfeld, che lasciò la sua terra e si trasferì nel 786 nelle proprietà del coniuge in Vestfalia, nelle vicinanze dell'attuale città di Osnabrück. Ida è ritenuta figlia della badessa Theodrada di Soissons (sorella degli abati sant'Adelardo e Wala), che da parte sua era stata una nipote diretta di Carlo Martello attraverso il figlio di quest'ultimo, Bernardo.
Il viaggio verso la Vestfalia cadde nel periodo della trentennale guerra fra Sassoni e Franchi ed ella prese allora sotto la sua protezione i primi. Il cervo, con il quale ella viene spesso rappresentata, è l'immagine dei Sassoni incalzati dai Franchi e ancor oggi il cervo si trova nell'emblema di Herzfeld.
Nell'811 Ecberto morì e trovò la sua sepoltura nella chiesa. Sulla tomba venne eretto un portico, ov'ella abitò dopo la morte del marito. Ida si dedicò interamente alla preghiera e alla cura della comunità.

## Discendenza
Dalla loro unione nacquero cinque figli:
- Cobbo il Vecchio (800), conte in Westfalia circa 825-850;
- Sant'Ida, Ida la Giovane, sposò Asig (Esiko), capostipite degli Esikonidi, che furono signori della contea di Hessengau;
- Guerino I di Sassonia, abate di Corvey[2];
- Hadwig, badessa ad Herford[2][4];
- Adela, suora convento Herford[1][2][4].